# Função erro

Gráfico da função erro

Em matemática, a função erro (também chamada de função erro de Gauss) é uma função especial (não-elementar) do tipo sigmóide que ocorre em probabilidade, estatística, e equações diferenciais parciais que descrevem a difusão. Ela é definida por:
{\displaystyle {\begin{aligned}\operatorname {erf} (x)&={\frac {1}{\sqrt {\pi }}}\int _{-x}^{x}e^{-t^{2}}\,dt\\[5pt]&={\frac {2}{\sqrt {\pi }}}\int _{0}^{x}e^{-t^{2}}\,dt.\end{aligned}}}
Em estatística, para valores não negativos de x, a função erro tem a seguinte interpretação: para uma variável aleatória Y que tem uma distribuição normal com média 0 e variância 1/2, erf(x) descreve a probabilidade de Y estar no intervalo [−x, x].

## Relação com a distribuição normal padrão
Seja Φ a função distribuição acumulada da distribuição normal padrão. Então:
{\displaystyle \Phi (x)={\frac {1}{2}}\left[1+{\mbox{erf}}\left({\frac {x}{\sqrt {2}}}\right)\right]}
Analogamente:
{\displaystyle {\mbox{erf}}(x)=2\Phi (x{\sqrt {2}})-1}

## Funções correlatas
São funções relacionadas com a função erro erf(x):
- A função erro complementar erfc: erfc(x) = 1 - erf(x);
- A função erro imaginário erfi: erfi(x) = −i ·erf(i·x);
- A função erro complexa erf(z);
- A função erro complexa complementar erfc(z) = 1-erf(z).